# Меллер-Закомельский, Александр Николаевич
Барон Александр Николаевич Меллер-Закомельский (1 ноября 1844, Санкт-Петербург — 15 апреля 1928, Ницца) — русский военный и государственный деятель, член Государственного совета, генерал от инфантерии (06.12.1906).

## Биография
Происходил из рода Меллеров-Закомельских. Сын генерала от инфантерии Н. И. Меллер-Закомельского.
Окончил Николаевское кавалерийское училище, в 1868—1869 обучался в Николаевской академии Генерального штаба. Выпущен 13 июня 1862 корнетом в лейб-гвардии Гусарский полк, с которым принял участие в усмирении польского восстания 1863 года. С 17 апреля 1863 — поручик. С 27 марта 1866 — штаб-ротмистр.
В 1869 году Меллер-Закомельский перешёл в чине майора (с 4.2.1869) в армейскую пехоту и отправился в Туркестан. Участвовал в кампаниях 1870 и 1871, был ранен в голову, за отличие произведён 14 августа 1871 в подполковники. 3.4.1871—20.8.1874 — командир 2-го Туркестанского линейного батальона, с которым участвовал в Хивинском походе 1873 года и в покорении Ферганы (1875—1876). 8 ноября 1873 за боевые отличия произведён в полковники. Военный начальник укрепления Ура-Тюбе (2.2.1872—7.5.1876). В 1874—1875 состоял под следствием за убийство «в запальчивости» гражданского чиновника. С 14.8.1875 по 4.3.1876 и с 22.4. по 7.5.1876 — вновь командир 2-го Туркестанского линейного батальона. И.д. помощника командующего войсками Ферганской области (7.5.1876—9.11.1877). В 1876 пожалован флигель-адъютантом.
9.11.1877—6.11.1879 командовал 6-м пехотным Либавским полком, с которым во время русско-турецкой войны 1877—1878 отличился в Забалканском походе отряда генерала М. Д. Скобелева. Был контужен в сражении при Шейново. В 8.6.1880—15.5.1883 состоял в распоряжении временного Одесского генерал-губернатора. 3 января 1889 произведён в генерал-майоры с зачислением в запас.
Командовал 2-й бригадой 17-й пехотной дивизии (10.5.1889—12.2.1890), 2-й бригадой 10-й пехотной дивизии (12.2.1890—22.2.1894), 47-й пехотной резервной бригадой (22.2.1894—10.1.1898), с 10.6.1898 командующий, а с 6.12.1896 начальник 10-й пехотной дивизии, начальник 3-й гвардейской пехотной дивизии (16.6.1901—10.2.1904), командир VII армейского корпуса (10.2.1904—5.7.1906) и 5-го армейского корпуса (28.7.—17.12.1906). 6.12.1898 произведён в генерал-лейтенанты.
В ноябре 1905 года руководил подавлением восстания в Севастополе. В декабре 1905 был послан со специальным отрядом в 200 человек, собранным из гвардейских частей, для восстановления порядка на Транссибирской железной дороге, забайкальская часть которой к тому моменту находилась фактически в руках революционеров. В ходе экспедиции по приговору военно-полевого суда (ВПС) под председательством Меллера-Закомельского (как командир части/соединения он исполнял обязанности председателя ВПС согласно Положению о военно-полевых судах при введении Военного положения) было расстреляно несколько человек, в том числе известный деятель РСДРП(б) И. В. Бабушкин. На станции Иланской отрядом было убито 19 железнодорожных рабочих и 70 ранено. По версии С. С. Ольденбурга, причиной стрельбы по толпе стало оказанное войскам вооружённое сопротивление. Порядок на железной дороге был восстановлен.
С 17 октября 1906 занимал должность временного Прибалтийского генерал-губернатора (Курляндская, Лифляндская и Эстляндская губернии) и принимал суровые меры в борьбе с революционным движением.
С 12 июля 1909 член Государственного Совета, в котором присоединился к правой группе. С 10 марта 1910 назначался к присутствию. В ходе сессии 1911 председатель Государственного Совета М. Г. Акимов от имени Николая II предписал ему не появляться на заседаниях, а с 1 января 1912 Меллер-Закомельский был переведён в неприсутствующие (скомпрометировал себя махинациями с майоратным имением и сожительством с молодой особой).
После Февральской революции в 1917 году допрашивался Чрезвычайной следственной комиссией Временного правительства. В числе других членов Государственного Совета по назначению 1 мая 1917 года выведен за штат, а в декабре 1917 декретом СНК уволен от службы с 25 октября 1917 года.
В 1918 году эмигрировал во Францию.
Умер в Ницце в 1928 году. Похоронен на русском кладбище Кокад.

## Награды
- Орден Святой Анны 3-й ст. с мечами и бантом (1863);
- Орден Святого Станислава 3-й ст. с мечами и бантом (1863);
- Золотое оружие «За храбрость» (1874);
- Орден Святого Станислава 2-й ст. с мечами (1875);
- Орден Святого Георгия 4-й ст. (1876);
- Орден Святой Анны 2-й ст. с мечами (1877);
- Орден Святого Владимира 4-й ст. с мечами и бантом (1879);
- Орден Святого Станислава 1-й ст. (1894);
- Орден Святой Анны 1-й ст. с мечами и бантом (1898);
- Орден Святого Владимира 2-й ст. (1902);
- Орден Белого Орла (1906);
- Королевский Викторианский орден, почётный рыцарь Великого Креста (1908)[5];
- Орден Святого Александра Невского (1909, бриллиантовые знаки — 1912).